# ميشيل برونيه
ميشيل برونيه (بالفرنسية: Michel Brunet )‏ (و. 1940 – م) هو إحاثي، وعالم آثار، وعالم إنسان، وأستاذ جامعي، من فرنسا، ولد في فيين.

## التعليم
تعلم في جامعة باريس.

## جوائز
حصل على جوائز منها:
- وسام جوقة الشرف من رتبة فارس
- نيشان الاستحقاق الوطني من رتبة ضابط
- وسام السعفات الأكاديمية من رتبة ضابط.